# 関ヶ原合戦前後の徳川家康文書
関ヶ原合戦前後の徳川家康文書
関ヶ原の戦いの前後において徳川家康は各方面に多数の書状を書き、状況の把握や情報の授受、内応や行動の指示をし、各大名に友好を求めている。

## 一覧
ここでは慶長5年（1600年）6月から年末までの徳川家康文書を示す。
| 日付     | 宛先                                                                                      | 使者・副書差出人                                                | 家康在地       | 備考                                                                        |
| -------- | ----------------------------------------------------------------------------------------- | --------------------------------------------------------------- | -------------- | --------------------------------------------------------------------------- |
| 6月2日   | 本多康重                                                                                  | なし                                                            | 大坂           | 会津攻めについて                                                            |
| 6月2日   | 松平家信                                                                                  | なし                                                            | 大坂           | 会津攻めについて                                                            |
| 6月2日   | 小笠原広勝                                                                                | なし                                                            | 大坂           | 会津攻めについて                                                            |
| 6月14日  | 溝口秀勝                                                                                  | 西尾吉次 （家康家臣）                                           | 大坂           | 会津攻めについて                                                            |
| 6月14日  | 村上義明                                                                                  | 西尾吉次 （家康家臣）                                           | 大坂           | 会津攻めについて                                                            |
| 7月7日   | 最上義光                                                                                  | 中川忠重・津金胤久（家康家臣）                                  | 江戸           | 会津攻めについて                                                            |
| 7月7日   | 秋田実季                                                                                  | 中川忠重・津金胤久（家康家臣）                                  | 江戸           | 会津攻めについて                                                            |
| 7月7日   | 秋田実季                                                                                  | 田中清六（北陸海運商人）                                        | 江戸           | 会津攻めについて                                                            |
| 7月7日   | 戸沢政盛                                                                                  | 田中清六（北陸海運商人）                                        | 江戸           | 会津攻めについて                                                            |
| 7月7日   | 仁賀保挙誠・小介川孫次郎                                                                  | 田中清六（北陸海運商人）                                        | 江戸           | 会津攻めについて                                                            |
| 7月7日   | 堀秀治                                                                                    | 屋代秀正（家康家臣）                                            | 江戸           | 会津攻めについて                                                            |
| 7月7日   | 青山宗勝                                                                                  | 西尾吉次                                                        | 江戸           | 会津攻めについて                                                            |
| 7月7日   | 溝口秀勝                                                                                  | 西尾吉次                                                        | 江戸           | 会津攻めについて                                                            |
| 7月10日  | 山内一豊                                                                                  | 西尾吉次                                                        | 江戸           | 会津攻めについて                                                            |
| 7月16日  | 京極高次                                                                                  | 遠山利景（家康家臣）                                            | 江戸           | 会津攻めについて                                                            |
| 7月19日  | 伊東祐兵                                                                                  | 永井直勝（家康家臣）                                            | 江戸           | 病気見舞                                                                    |
| 7月19日  | 伊藤石見守                                                                                | 山口直友（家康家臣）                                            | 江戸           |                                                                             |
| 7月20日  | 加藤貞泰                                                                                  | 加藤成之（家康家臣）                                            | 江戸           | 上方騒乱の雑説への返書                                                      |
| 7月22日  | 妻木頼忠（妻木城主）                                                                      | なし                                                            | 岩付           | 21日、鳩谷 上方の情報収集指示                                               |
| 7月22日  | 森忠政                                                                                    | 近日面談                                                        | 岩付           |                                                                             |
| 7月23日  | 最上義光                                                                                  | なし                                                            | 古河           | 上方謀反につき、会津攻め中止を伝達                                          |
| 7月23日  | 山崎家盛・宮城豊盛                                                                        | 山岡道阿弥・板部岡江雪斎                                        | 古河           | 宛先人は在畿内 上方謀反についての返書                                       |
| 7月24日  | 真田信幸                                                                                  | 本多正信（家康家臣）                                            | 小山           | 真田昌幸・信繁、上田帰城の報に対しての返書                                  |
| 7月24日  | 福島正則                                                                                  | 黒田長政・徳永寿昌                                              | 小山           | 出頭命令（日付については異説あり） 25日小山評定                             |
| 7月25日  | 上田清兵衛等（水野忠重遺臣）                                                              | なし                                                            | 小山           | 忠重の死に対し、水野勝成に家督                                              |
| 7月25日  | 長束正家                                                                                  | なし                                                            | 小山           | 上洛時の兵粮調達を指示                                                      |
| 7月26日  | 田中吉政                                                                                  | なし                                                            | 小山           | 佐和山攻撃時の住民宣撫について                                              |
| 7月26日  | 堀秀治                                                                                    | 榊原康政（家康家臣）・西尾吉次                                  | 小山           |                                                                             |
| 7月26日  | 京極高次                                                                                  | 山城忠久                                                        | 小山           |                                                                             |
| 7月26日  | 京極高次（追伸）                                                                          | 京極高知・井伊直政（家康家臣）                                  | 小山           |                                                                             |
| 7月26日  | 小出吉政                                                                                  | 羽田一庵                                                        | 小山           | 宛先人は在畿内 東海道先発隊出陣を伝達                                       |
| 7月26日  | 上田重安                                                                                  | 西尾吉次                                                        | 小山           |                                                                             |
| 7月27日  | 真田信幸                                                                                  | なし                                                            | 小山           | 上田宛行                                                                    |
| 7月27日  | 氏家正元・寺西信乗                                                                        | 村越直吉（家康家臣）                                            | 小山           | 宛先人は在伊勢 先発隊出陣を伝達                                             |
| 7月28日  | 蘆名盛重                                                                                  | 本多正信                                                        | 小山           | 上方謀反の伝達                                                              |
| 7月28日  | 織田信雄（推定）                                                                          | なし                                                            | 小山           |                                                                             |
| 7月29日  | 黒田長政                                                                                  | 山本重成・犬塚忠次（共に家康家臣・使番）                        | 小山           | 先発隊状況について 家康、長政を呼び戻して密議                               |
| 7月29日  | 田中吉政                                                                                  | 山本重成・犬塚忠次（共に家康家臣・使番）                        | 小山           | 先発隊状況について 家康、長政を呼び戻して密議                               |
| 7月29日  | 最上義光                                                                                  | なし                                                            | 小山           | 秀忠、対会津の大将を伝える                                                  |
| 7月29日  | 松倉重政                                                                                  | なし                                                            | 小山           | 故地還付について                                                            |
| 7月29日  | 柳生宗厳                                                                                  | 柳生宗矩（家康家臣）                                            | 小山           | 筒井定次との協力について                                                    |
| 7月29日  | 金森長近・可重                                                                            | なし                                                            | 小山           | 美濃衆調略を指示                                                            |
| 7月29日  | 遠藤慶隆・胤直                                                                            | 金森長近                                                        | 小山           | 加増について                                                                |
| 7月29日  | 桑山宗栄・一晴                                                                            | 山岡道阿弥                                                      | 小山           |                                                                             |
| 7月30日  | 藤堂高虎                                                                                  | なし                                                            | 小山           | （26日〜）先発隊出陣                                                        |
| 7月30日  | 塩谷孝信                                                                                  | 大久保忠隣（家康家臣）                                          | 小山           |                                                                             |
| 7月      | 中村一栄・横田宗治                                                                        | なし                                                            | 小山           | 中村一氏死に対し領地安堵                                                    |
| 8月1日   | 脇坂安元                                                                                  | 城信茂（家康家臣）                                              | 小山           | 内応の返書                                                                  |
| 8月1日   | 木曽諸奉行人                                                                              | 山村良勝・馬場昌次・千村良重・政次 （共に家康家臣・木曾氏遺臣） | 小山           | 挙兵を指示                                                                  |
| 8月1日   | 田中吉政                                                                                  | 山岡道阿弥                                                      | 小山           | 安濃津への渡海命令                                                          |
| 8月2日   | 伊達政宗                                                                                  | あり                                                            | 小山           |                                                                             |
| 8月2日   | 森忠政                                                                                    | なし                                                            | 小山           | 近日上洛                                                                    |
| 8月3日   | 加藤貞泰                                                                                  | 永井直勝                                                        | 小山           | 内応の返書                                                                  |
| 8月4日   | 浅野幸長                                                                                  | 井伊直政                                                        | 古河           | 井伊の指示に従うこと                                                        |
| 8月4日   | 福島正則                                                                                  | 井伊直政                                                        | 古河           | 井伊の指示に従うこと                                                        |
| 8月4日   | 福島正則                                                                                  | なし                                                            | 古河           | 尾張の無管地宛行                                                            |
| 8月4日   | 福島正頼                                                                                  | なし                                                            | 古河           | 井伊の指示に従うこと 井伊軍監として4日出陣予定                              |
| 8月4日   | 池田輝政・長吉・九鬼守隆                                                                  | 井伊直政                                                        | 古河           | 井伊の指示に従うこと 井伊軍監として4日出陣予定                              |
| 8月4日   | 長岡忠興・加藤嘉明・金森可重                                                              | 井伊直政                                                        | 古河           | 井伊の指示に従うこと 井伊軍監として4日出陣予定                              |
| 8月4日   | 中村一栄                                                                                  | 井伊直政                                                        | 古河           | 井伊の指示に従うこと 井伊軍監として4日出陣予定                              |
| 8月4日   | 市橋長勝等                                                                                | 井伊直政                                                        | 古河           | 井伊の指示に従うこと 井伊軍監として4日出陣予定                              |
| 8月5日   | 福島正則・徳永寿昌                                                                        | なし                                                            | 利根川（船行） | 即時戦闘を指示                                                              |
| 8月7日   | 堀直寄                                                                                    | 西尾吉次                                                        | 江戸           |                                                                             |
| 8月7日   | 村上義明                                                                                  | 西尾吉次                                                        | 江戸           |                                                                             |
| 8月7日   | 伊達政宗                                                                                  | 大家小平次                                                      | 江戸           |                                                                             |
| 8月7日   | 加藤貞泰                                                                                  | 大久保長安（家康家臣）                                          | 江戸           |                                                                             |
| 8月8日   | 黒田長政                                                                                  | なし                                                            | 江戸           | 吉川広家内応についての返書 （密書として帯の中に縫い込み、服部治兵衛が運ぶ） |
| 8月8日   | 石川貞清                                                                                  | 田中清六                                                        | 江戸           | 井伊、急病で本多忠勝が8日に代理出陣 井伊も後日、追走                        |
| 8月10日  | 福島正則・徳永寿昌                                                                        | なし                                                            | 江戸           | 伏見城落城の報届く（1日落城）                                               |
| 8月12日  | 伊達政宗                                                                                  | なし                                                            | 江戸           | 江戸に留まる事を表明                                                        |
| 8月12日  | 井伊直政・本多忠勝                                                                        | あり                                                            | 江戸           | 加藤貞泰の内応について                                                      |
| 8月12日  | 長岡忠興                                                                                  | 金森長近・津田秀政                                              | 江戸           | 加増について                                                                |
| 8月12日  | 加藤清正                                                                                  | 津田秀政・佐々行政                                              | 江戸           | 加増について                                                                |
| 8月13日  | 池田輝政・長吉・九鬼守隆                                                                  | 村越直吉                                                        | 江戸           | 19日、村越が清洲で家康の伝言として、 先発隊諸将を督戦（22日江戸帰還）       |
| 8月13日  | 長岡忠興・加藤嘉明                                                                        | 村越直吉                                                        | 江戸           | 19日、村越が清洲で家康の伝言として、 先発隊諸将を督戦（22日江戸帰還）       |
| 8月13日  | 一柳直盛・西尾光教・市橋長勝・横井時泰                                                    | 村越直吉                                                        | 江戸           | 19日、村越が清洲で家康の伝言として、 先発隊諸将を督戦（22日江戸帰還）       |
| 8月13日  | 浅野幸長                                                                                  | 村越直吉                                                        | 江戸           | 19日、村越が清洲で家康の伝言として、 先発隊諸将を督戦（22日江戸帰還）       |
| 8月13日  | 堀尾忠氏・山内一豊・有馬豊氏・松下重綱                                                    | 村越直吉                                                        | 江戸           | 19日、村越が清洲で家康の伝言として、 先発隊諸将を督戦（22日江戸帰還）       |
| 8月13日  | 宮部長照・木下重堅・垣屋光成・田中吉政                                                    | 村越直吉                                                        | 江戸           | 19日、村越が清洲で家康の伝言として、 先発隊諸将を督戦（22日江戸帰還）       |
| 8月13日  | 堀尾吉晴                                                                                  | 村越直吉                                                        | 江戸           | 19日、村越が清洲で家康の伝言として、 先発隊諸将を督戦（22日江戸帰還）       |
| 8月13日  | 福島正頼・稲葉道通・古田重勝                                                              | 村越直吉                                                        | 江戸           | 19日、村越が清洲で家康の伝言として、 先発隊諸将を督戦（22日江戸帰還）       |
| 8月13日  | 中村一栄                                                                                  | 村越直吉                                                        | 江戸           | 19日、村越が清洲で家康の伝言として、 先発隊諸将を督戦（22日江戸帰還）       |
| 8月13日  | 前田利長                                                                                  | 利長の使者                                                      | 江戸           |                                                                             |
| 8月13日  | 山村良勝・千村良重                                                                        | 大久保長安                                                      | 江戸           |                                                                             |
| 8月14日  | 九鬼守隆                                                                                  | なし                                                            | 江戸           | 領地宛行                                                                    |
| 8月15日  | 妻木頼忠                                                                                  | 永井直勝                                                        | 江戸           |                                                                             |
| 8月15日  | 山村良勝・千村良重                                                                        | 大久保長安                                                      | 江戸           | 加勢について                                                                |
| 8月15日  | 京極高知                                                                                  | 板部岡江雪斎                                                    | 江戸           | 加勢について                                                                |
| 8月16日  | 金森可重                                                                                  | なし                                                            | 江戸           |                                                                             |
| 8月16日  | 西尾光教                                                                                  | なし                                                            | 江戸           |                                                                             |
| 8月16日  | 長岡忠興・黒田長政・藤堂高虎                                                              | なし                                                            | 江戸           | 出馬要請返書                                                                |
| 8月17日  | 堀親良                                                                                    | 西尾吉次                                                        | 江戸           |                                                                             |
| 8月17日  | 伊達政宗                                                                                  | なし                                                            | 江戸           |                                                                             |
| 8月19日  | 南部利直                                                                                  | なし                                                            | 江戸           | 休息命令                                                                    |
| 8月19日  | 小野寺義直                                                                                | なし                                                            | 江戸           | 休息命令                                                                    |
| 8月19日  | 六郷政乗                                                                                  | なし                                                            | 江戸           | 休息命令                                                                    |
| 8月20日  | 妻木頼忠                                                                                  | 永井直勝                                                        | 江戸           | 家康、近日出馬                                                              |
| 8月20日  | 分部光嘉                                                                                  | なし                                                            | 江戸           | 家康、近日出馬                                                              |
| 8月20日  | 京極高知                                                                                  | あり                                                            | 江戸           |                                                                             |
| 8月20日  | 細野藤敦                                                                                  | なし                                                            | 江戸           | 宛先人は在京 家康、近日出馬                                                 |
| 8月20日  | 遠藤慶降                                                                                  | 金森長近                                                        | 江戸           | 加増について                                                                |
| 8月21日  | 秋田実季                                                                                  | 西尾吉次                                                        | 江戸           | 休息命令                                                                    |
| 8月21日  | 仁賀保挙誠                                                                                | 本多正純                                                        | 江戸           | 休息命令                                                                    |
| 8月21日  | 六郷政重                                                                                  | 本多正純                                                        | 江戸           | 休息命令                                                                    |
| 8月21日  | 赤尾津孫次郎                                                                              | 本多正純                                                        | 江戸           | 休息命令                                                                    |
| 8月21日  | 真田信幸                                                                                  | 本多正信                                                        | 江戸           |                                                                             |
| 8月21日  | 森忠政                                                                                    | 徳川秀忠                                                        | 江戸           | 森から秀忠の元に出向き、訪ねる事を命じている 26日出馬予定                   |
| 8月21日  | 森忠政                                                                                    | なし                                                            | 江戸           | 秀忠、近日到着                                                              |
| 8月21日  | 山村良勝・千村良重                                                                        | 大久保長安                                                      | 江戸           | 援軍について                                                                |
| 8月21日  | 筒井定次                                                                                  | 永井直勝                                                        | 江戸           | 26日出馬予定                                                                |
| 8月22日  | 伊達政宗                                                                                  | なし                                                            | 江戸           | 知行宛行                                                                    |
| 8月23日  | 伊達政宗                                                                                  | あり                                                            | 江戸           | 家康、出馬延期                                                              |
| 8月23日  | 黒田長政                                                                                  | 米津親勝（家康家臣・使番）                                      | 江戸           |                                                                             |
| 8月23日  | 加藤嘉明                                                                                  | 米津親勝（家康家臣・使番）                                      | 江戸           |                                                                             |
| 8月23日  | 浅野幸長                                                                                  | 米津親勝（家康家臣・使番）                                      | 江戸           |                                                                             |
| 8月23日  | 京極高知                                                                                  | 米津親勝（家康家臣・使番）                                      | 江戸           |                                                                             |
| 8月23日  | 福島正頼                                                                                  | 米津親勝（家康家臣・使番）                                      | 江戸           |                                                                             |
| 8月23日  | 先発隊将某                                                                                | 米津親勝（家康家臣・使番）                                      | 江戸           |                                                                             |
| 8月23日  | 横井時泰                                                                                  | 米津親勝（家康家臣・使番）                                      | 江戸           |                                                                             |
| 8月23日  | 中村一栄                                                                                  | 米津親勝（家康家臣・使番）                                      | 江戸           |                                                                             |
| 8月23日  | 一柳直盛                                                                                  | 米津親勝（家康家臣・使番）                                      | 江戸           |                                                                             |
| 8月23日  | 森忠政                                                                                    | 西尾吉次                                                        | 江戸           | 信州表について秀忠と相談すること                                            |
| 8月23日  | 山村良勝・千村良重                                                                        | 大久保長安                                                      | 江戸           |                                                                             |
| 8月23日  | 原図書助・三尾将監・千村次郎右衛門                                                        | 大久保長安                                                      | 江戸           |                                                                             |
| 8月24日  | 浅野長政                                                                                  | 本多正純・大久保長安                                            | 江戸           | 秀忠信州口出陣の補佐を依頼                                                  |
| 8月24日  | 前田利長                                                                                  | なし                                                            | 江戸           |                                                                             |
| 8月25日  | 蒲生秀行                                                                                  | なし                                                            | 江戸           | 家康、出馬延期 上杉出陣時加勢                                               |
| 8月25日  | 大田原晴清                                                                                | なし                                                            | 江戸           | 家康、出馬延期 上杉出陣時加勢                                               |
| 8月25日  | 福島正則                                                                                  | なし                                                            | 江戸           | 竹ヶ鼻城落城褒賞（22日落城）                                                |
| 8月25日  | 福島正則・池田輝政・浅野幸長・黒田長政・加藤嘉明・ 長岡忠興                               | なし                                                            | 江戸           | 竹ヶ鼻城落城褒賞（22日落城）                                                |
| 8月25日  | 藤堂高虎・本多俊政・生駒一正・桑山元晴                                                    | なし                                                            | 江戸           | 竹ヶ鼻城落城褒賞（22日落城）                                                |
| 8月25日  | 田中吉政・一柳直盛・西尾光教・徳永寿昌・池田長吉                                          | なし                                                            | 江戸           | 竹ヶ鼻城落城褒賞（22日落城）                                                |
| 8月25日  | 堀尾忠氏・山内一豊・有馬豊氏・松下重綱                                                    | なし                                                            | 江戸           | 竹ヶ鼻城落城褒賞（22日落城）                                                |
| 8月25日  | 井伊直政・本多忠勝・石川康通                                                              | なし                                                            | 江戸           | 竹ヶ鼻城落城褒賞（22日落城）                                                |
| 8月26日  | 福島正則                                                                                  | なし                                                            | 江戸           | 木曽川・米野の戦い褒賞（22日）                                              |
| 8月26日  | 池田輝政                                                                                  | なし                                                            | 江戸           | 木曽川・米野の戦い褒賞（22日）                                              |
| 8月26日  | 堀尾忠氏・池田長吉・一柳直盛・山内一豊・有馬豊氏・ 松下重綱・浅野幸長                     | なし                                                            | 江戸           | 木曽川・米野の戦い褒賞（22日）                                              |
| 8月26日  | 伊達政宗                                                                                  | 今井宗薫・村越直吉                                              | 江戸           | 美濃戦勝伝達                                                                |
| 8月26日  | 村井長頼（芳春院）                                                                        | なし                                                            | 江戸           | 利長戦功褒賞、直筆・仮名交じり                                              |
| 8月27日  | 福島正則                                                                                  | なし                                                            | 江戸           | 岐阜城落城褒賞（23日落城） 進軍停止、家康・秀忠出馬予定                     |
| 8月27日  | 池田輝政                                                                                  | なし                                                            | 江戸           | 岐阜城落城褒賞（23日落城） 進軍停止、家康・秀忠出馬予定                     |
| 8月27日  | 藤堂高虎・黒田長政・田中吉政・神保相茂・秋山光匡・ 松倉重政・本多俊政・生駒一正・加藤嘉明 | なし                                                            | 江戸           | 岐阜城落城褒賞（23日落城） 進軍停止、家康・秀忠出馬予定                     |
| 8月27日  | 池田長吉                                                                                  | なし                                                            | 江戸           | 岐阜城落城褒賞（23日落城） 進軍停止、家康・秀忠出馬予定                     |
| 8月27日  | 妻木頼忠                                                                                  | 永井直勝                                                        | 江戸           | 家康、近日出馬                                                              |
| 8月27日  | 最上義光                                                                                  | 今井宗薫                                                        | 江戸           | 岐阜城落城伝達                                                              |
| 8月27日  | 浅野幸長                                                                                  | なし                                                            | 江戸           |                                                                             |
| 8月27日  | 森忠政                                                                                    | 徳川秀忠                                                        | 江戸           | 森から秀忠の元に出向き、訪ねる事を命じている                                |
| 8月28日  | 浅野長政                                                                                  | なし                                                            | 江戸           | 幸長戦功褒賞、直筆 家康、3日出馬予定                                        |
| 8月28日  | 藤堂高虎                                                                                  | なし                                                            | 江戸           | 合渡の戦い（23日）、赤坂占拠（24日）褒賞 家康、近日出馬                     |
| 8月28日  | 最上義光                                                                                  | なし                                                            | 江戸           | 美濃戦勝伝達                                                                |
| 8月29日  | 浅野幸長                                                                                  | なし                                                            | 江戸           | 家康、1日出馬予定                                                           |
| 8月29日  | 堀秀治                                                                                    | なし                                                            | 江戸           |                                                                             |
| 8月29日  | 堀親良                                                                                    | なし                                                            | 江戸           |                                                                             |
| 8月29日  | 堀尾忠氏                                                                                  | なし                                                            | 江戸           | 家康、1日出馬予定                                                           |
| 9月1日   | 福島正則                                                                                  | 加藤成之                                                        | 神奈川         |                                                                             |
| 9月1日   | 池田輝政                                                                                  | 加藤成之                                                        | 神奈川         |                                                                             |
| 9月1日   | 藤堂高虎・黒田長政・田中吉政・一柳直盛                                                    | 加藤成之                                                        | 神奈川         |                                                                             |
| 9月1日   | 福島正則・黒田長政                                                                        | なし                                                            | 神奈川         |                                                                             |
| 9月1日   | 福島正則・池田輝政等                                                                      | なし                                                            | 神奈川         | 早飛脚 三成内状入手に対して                                                 |
| 9月1日   | 藤堂高虎                                                                                  | 村越直吉                                                        | 神奈川         |                                                                             |
| 9月1日   | 真田信幸                                                                                  | なし                                                            | 神奈川         | 秀忠加勢指示                                                                |
| 9月1日   | 堀直寄                                                                                    | なし                                                            | 神奈川         | 特に飛脚とする                                                              |
| 9月2日   | 福島正則・池田輝政                                                                        | あり                                                            | 藤沢           |                                                                             |
| 9月2日   | 池田輝政                                                                                  | あり（口上）                                                    | 藤沢           |                                                                             |
| 9月3日   | 京極高知                                                                                  | なし（直接面談とする）                                          | 小田原         |                                                                             |
| 9月3日   | 徳永寿昌                                                                                  | なし                                                            | 小田原         |                                                                             |
| 9月3日   | 加藤貞泰・竹中重門                                                                        | なし                                                            | 小田原         | 内応について                                                                |
| 9月4日   | 石川貞清                                                                                  | 田中清六                                                        | 三島           | 内応について                                                                |
| 9月5日   | 加藤貞泰                                                                                  | なし                                                            | 清見寺         | 内応について                                                                |
| 9月6日   | 福島正則                                                                                  | なし（直接面談とする）                                          | 島田           |                                                                             |
| 9月6日   | 小笠原兵部・豊後守                                                                        | なし                                                            | 島田           | 宛先人在美濃 秀忠との連絡を命じる （信濃金山に飛脚）                        |
| 9月7日   | 稲葉道通                                                                                  | なし（直接面談とする）                                          | 中泉           |                                                                             |
| 9月7日   | 九鬼守隆                                                                                  | なし                                                            | 中泉           |                                                                             |
| 9月7日   | 九鬼守隆                                                                                  | 本多正純                                                        | 中泉           |                                                                             |
| 9月7日   | 京極高次                                                                                  | 京極高知                                                        | 中泉           | 内応について                                                                |
| 9月7日   | 伊達政宗                                                                                  | 今井宗薫                                                        | 中泉           | 出馬について                                                                |
| 9月7日   | 伊達政宗・（最上義光）                                                                    | なし                                                            | 中泉           | 大津内応について 書状内容を最上にも知らせるよう命令                         |
| 9月7日   | 最上義光                                                                                  | なし                                                            | 中泉           |                                                                             |
| 9月7日   | 不明                                                                                      | なし                                                            | 中泉           |                                                                             |
| 9月7日   | 稲葉貞通                                                                                  | 永井直勝                                                        | 中泉           | 内応について                                                                |
| 9月8日   | 前田利長                                                                                  | なし                                                            | 白須賀         | 南下命令                                                                    |
| 9月8日   | 妻木頼長                                                                                  | 永井直勝                                                        | 白須賀         |                                                                             |
| 9月9日   | 福島正頼                                                                                  | なし                                                            | 岡崎           |                                                                             |
| 9月9日   | 京極高知                                                                                  | なし                                                            | 岡崎           |                                                                             |
| 9月10日  | 藤堂高虎                                                                                  | なし                                                            | 熱田           | 呼び出し（11日夜、家康と密議）                                              |
| 9月11日  | 福島正頼                                                                                  | なし                                                            | 清洲           | 清洲で二泊                                                                  |
| 9月13日  | 丹羽長重                                                                                  | なし                                                            | 岐阜           | 利長との和議について 14日、赤坂着                                           |
| 9月13日  | 土方雄久                                                                                  | なし                                                            | 岐阜           | 利長との和議について 14日、赤坂着                                           |
| 9月15日  | 伊達政宗                                                                                  | なし                                                            | 関ヶ原         | 関ヶ原合戦                                                                  |
| 9月17日  | 稲葉正成                                                                                  | 村越直吉                                                        | 佐和山         | 16日より滞在 佐和山城落城                                                   |
| 9月18日  | 福島正則・黒田長政                                                                        | なし                                                            | 八幡山         |                                                                             |
| 9月19日  | 竹中重門                                                                                  | なし                                                            | 草津           | 小西捕縛の褒賞                                                              |
| 9月19日  | 田中吉政                                                                                  | なし                                                            | 草津           | 宇喜多秀家・石田三成・島津義久の捜索・捕縛命令                              |
| 9月21日  | 堀直政                                                                                    | 西尾吉次                                                        | 大津           | 20日より滞在                                                                |
| 9月21日  | 堀親良                                                                                    | 西尾吉次                                                        | 大津           | 20日より滞在                                                                |
| 9月22日  | 田中吉政                                                                                  | なし                                                            | 大津           | 三成捕縛の褒賞                                                              |
| 9月22日  | 池田輝政・浅野幸長                                                                        | なし                                                            | 大津           |                                                                             |
| 9月22日  | 前田利長                                                                                  | なし                                                            | 大津           |                                                                             |
| 9月22日  | 森忠政                                                                                    | 永井直勝                                                        | 大津           | 真田の動きに備えるべし                                                      |
| 9月23日  | 長岡忠興                                                                                  | なし                                                            | 大津           | 三成捕縛を伝達                                                              |
| 9月23日  | 福島正則・黒田長政                                                                        | なし                                                            | 大津           |                                                                             |
| 9月24日  | 小早川秀秋                                                                                | 井伊直政                                                        | 大津           |                                                                             |
| 9月24日  | 黒田長政                                                                                  | なし                                                            | 大津           |                                                                             |
| 9月25日  | 黒田長政                                                                                  | なし                                                            | 大津           |                                                                             |
| 9月25日  | 池田輝政・浅野幸長                                                                        | なし                                                            | 大津           | 大坂城請取褒賞                                                              |
| 9月28日  | 黒田如水                                                                                  | 井伊直政                                                        | 大坂           | 26日、淀 27日より滞在                                                       |
| 9月28日  | 松浦鎮信                                                                                  | なし                                                            | 大坂           | 26日、淀 27日より滞在                                                       |
| 9月28日  | 大村喜前                                                                                  | なし                                                            | 大坂           | 26日、淀 27日より滞在                                                       |
| 10月2日  | 長岡忠興                                                                                  | なし                                                            | 大坂           |                                                                             |
| 10月2日  | 伊東祐兵                                                                                  | 井伊直政                                                        | 大坂           |                                                                             |
| 10月2日  | 山村道祐                                                                                  | なし                                                            | 大坂           | 山村良勝父 木曽奉行補任                                                     |
| 10月5日  | 黒田如水                                                                                  | 黒田長政                                                        | 大坂           |                                                                             |
| 10月10日 | 毛利輝元・秀就                                                                            | なし                                                            | 大坂           | 誓書 防長宛行                                                               |
| 10月14日 | 京極高次                                                                                  | 井伊直政                                                        | 大坂           |                                                                             |
| 10月15日 | 伊達政宗                                                                                  | 山岡重長（政宗家臣）                                            | 大坂           |                                                                             |
| 10月17日 | 最上義光                                                                                  | 阿部彦将監                                                      | 大坂           |                                                                             |
| 10月24日 | 伊達政宗                                                                                  | 今井宗薫・村越直吉                                              | 大坂           |                                                                             |
| 10月24日 | 最上義光                                                                                  | なし                                                            | 大坂           |                                                                             |
| 10月24日 | 諏訪頼長                                                                                  | 本多正純                                                        | 大坂           | 諏訪頼水三男 江戸城守備                                                     |
| 11月6日  | 鍋島直茂                                                                                  | 井伊直政                                                        | 大坂           |                                                                             |
| 11月12日 | 黒田如水                                                                                  | 井伊直政                                                        | 大坂           |                                                                             |
| 11月18日 | 黒田如水・加藤清正・鍋島直茂                                                              | なし                                                            | 大坂           |                                                                             |
| 11月20日 | 秋田実季                                                                                  | 田中清六                                                        | 大坂           | 直筆                                                                        |
| 12月25日 | 仁賀保挙誠                                                                                | 本多忠勝                                                        | 大坂           |                                                                             |